# Lista do Património Mundial em Angola
A Organização das Nações Unidas para a Educação, a Ciência e a Cultura (UNESCO) propôs um plano de proteção aos bens culturais do mundo, através do Comité sobre a Proteção do Património Mundial Cultural e Natural, aprovado em 1972. Esta é uma lista do Património Mundial existente em Angola, especificamente classificada pela UNESCO e elaborada de acordo com dez principais critérios cujos pontos são julgados por especialistas na área. Angola, país que mescla uma relevante herança cultural pré-europeia com o legado artístico e cultural lusitano, ratificou a convenção em 7 de novembro de 1991, tornando seus locais históricos elegíveis para inclusão na lista.
O sítio Mabanza Congo foi o primeiro local de Angola inscrito na lista do Património Mundial da UNESCO por ocasião da 41ª Sessão do Comitè do Património Mundial, realizada em Cracóvia (Polónia) em 2017. Desde a mais recente inclusão na lista, Angola totaliza um sítio classificado como Património da Humanidade, sendo este de classificação cultural. 

## Bens culturais e naturais
Angola conta atualmente com os seguintes lugares declarados Património da Humanidade pela UNESCO:
| | Mabanza Congo: Vestígios da Capital do Antigo Reino do Congo |
| Bem cultural inscrito em 2017. |                                                              |
| Localização: Bengo |                                                              |
| A cidade de Mbanza Kongo, localizada em um planalto a uma altitude de 570 metros, foi a capital política e espiritual do Reino de Kongo, um dos maiores estados constituídos do sul da África entre os séculos XI4 e XIX. A área histórica cresceu ao redor da residência real, da corte habitual e da árvore santa, bem como dos lugares funerários reais. Quando os portugueses chegaram no século XV, eles adicionaram edifícios de pedra construídos de acordo com os métodos europeus à conurbação urbana existente construída em materiais locais. Mbanza Kongo ilustra, mais do que em qualquer lugar da África subsaariana, as profundas mudanças causadas pela introdução do cristianismo e a chegada dos portugueses à África Central. (UNESCO/BPI) |                                                              |

## Lista Indicativa
Para além dos sítios inscritos na Lista do Património Mundial, Estados-membros podem elaborar uma lista de sítios que pretendam candidatar a Património Mundial, sendo somente aceitas as candidaturas de locais que já constarem desta lista. Desde 2017, Angola possui 13 locais na sua Lista Indicativa.
| Sítio                           | Imagem | Localização | Ano  | Dados UNESCO   | Descrição |
| ------------------------------- | ------ | ----------- | ---- | -------------- | --- |
| Fortaleza de São Miguel         |        | Luanda      | 1996 | Cultural: (iv) | "A Fortaleza de São Miguel foi estabelecida na antiga montanha de São Paulo, próximo à ponte da Ilha de Luanda. É a primeira edificação defensiva construída em Angola e Paulo Dias de Novais, o primeiro Governador de Angola que desembarcou em Luanda em 1575, foi o comendador da obra. É uma grande área murada com fortificações e contra-fortes em forma poligonal." |
| Fortaleza de São Pedro da Barra |        | Luanda      | 1996 | Cultural       | "A Fortaleza de São Pedro da Barra, situada no antigo Morro de Kassandama, atualmente no bairro de Ngola Kiluange de Luanda. Em 1663, o Rei de Portugal ordenou a construção de uma forte defesa na Barra de Luanda." |